# Раскаяние и самоограничение как категории национальной жизни
«Раска́яние и самоограниче́ние как катего́рии национа́льной жи́зни» — публицистическое эссе Александра Солженицына. 
Написано в ноябре 1973 года, впервые опубликовано в сборнике «Из-под глыб» издательством ИМКА-Пресс в Париже на русском языке в 1974 году. В СССР нелегально распространялось в Самиздате, впервые опубликовано в 1991 году в журнале «Новый мир» (№ 5, 1991).
На пресс-конференции в Цюрихе, данной 16 ноября 1974 года, уже после высылки из СССР, Солженицын охарактеризовал основную мысль этой работы в следующих словах:
| …говоря о наших грехах, о наших преступлениях, мы никогда не должны отделять сами себя от этого. Мы должны в первую очередь искать свою вину, свою долю участия в этом. В «Вестнике» Р.С.X.Д. № 97 тоже проявилось несколько лет назад такое целое направление — уроженцы России, живущие в России, обвиняют её так, будто сами они в этой грязи не варятся и чисты, ни к чему отношения не имеют; и даже выводят большевизм из православной традиции XIV века. Я в своей статье провожу полемику с этими направлениями; а вообще постановка вопроса в понимании русской истории, новейшей, теперь такова: как понять — революция была следствием нравственной порчи народа или наоборот — нравственная порча народа — следствие революции? <…> Раскаяние должно овладеть общественным национальным сознанием и в отношении внутренних событий, и в отношении внешних, то есть к соседям. Недостаток нашего недавнего Демократического движения в Советском Союзе был как раз, в частности, в том, что это движение разоблачало пороки социального строя, но не раскаивалось в грехах собственных и интеллигенции вообще. Но кто же держит сегодняшний режим — разве только танки и армия, а разве не советская интеллигенция? Больше-то всего и держит его советская интеллигенция. |

Многие идеи, высказанные автором в этой статье, а также в других эссе сборника (критические замечания о советской интеллигенции, положительные высказывания о религии, вера в самобытность России) вызвали резкое неприятие у значительной части либерально и демократически мыслящей советской интеллигенции. Писатель  А. Д. Синявский был одним из первых, кто обвинил Солженицына в русском национализме, шовинизме и желании построить автократическое государство.
Ответы на подобную критику имеются в статьях И. Р. Шафаревича «Русофобия» (1982), статье А. И. Солженицына «Наши плюралисты» (1982) и его автобиографическом очерке «Угодило зёрнышко промеж двух жерновов», а также в работах Г. Андреева «Не близнецы, но — братья» и др..